# Ochsenherztomate

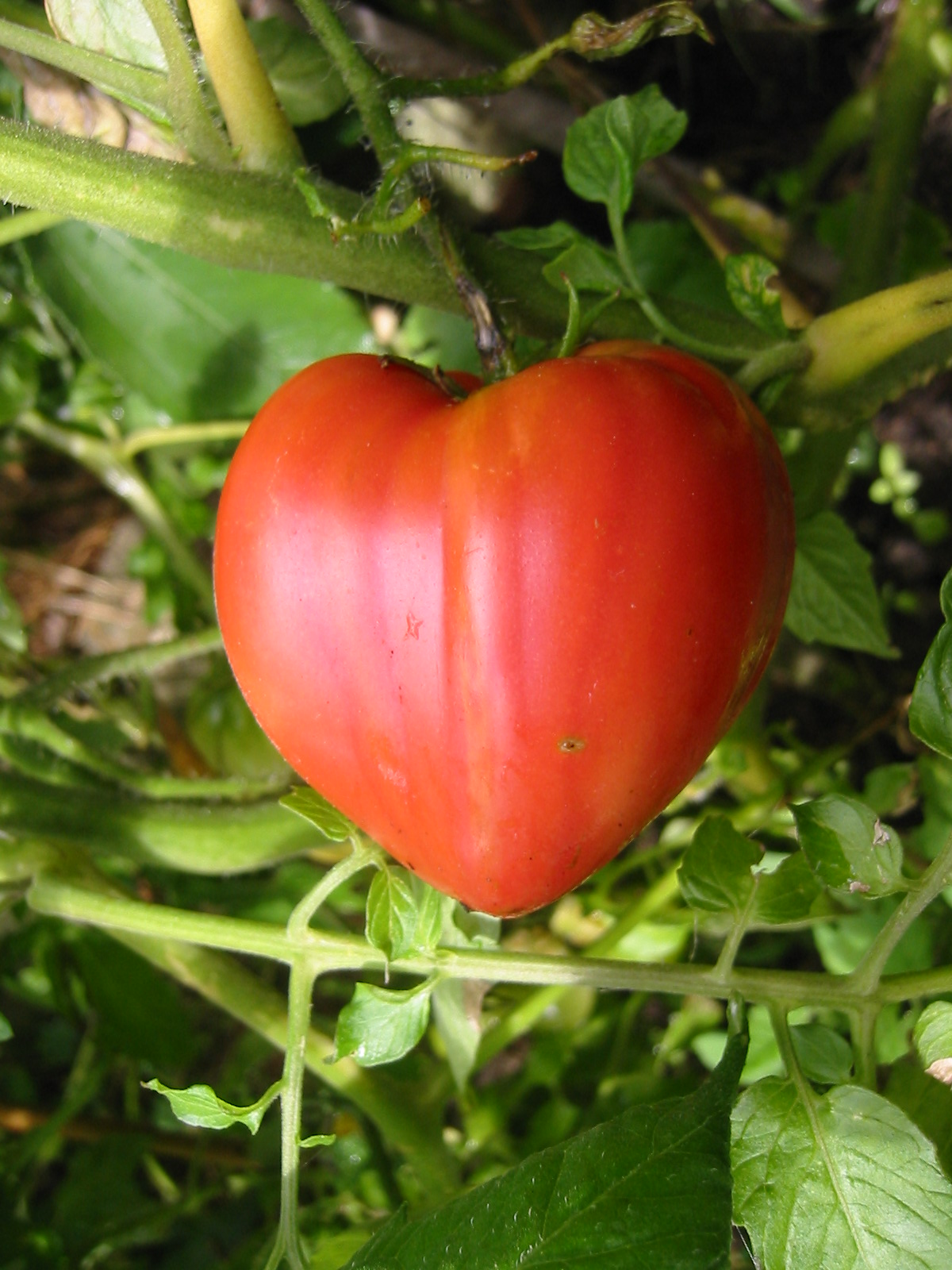
Ochsenherztomate mit sortentypischer Herzform

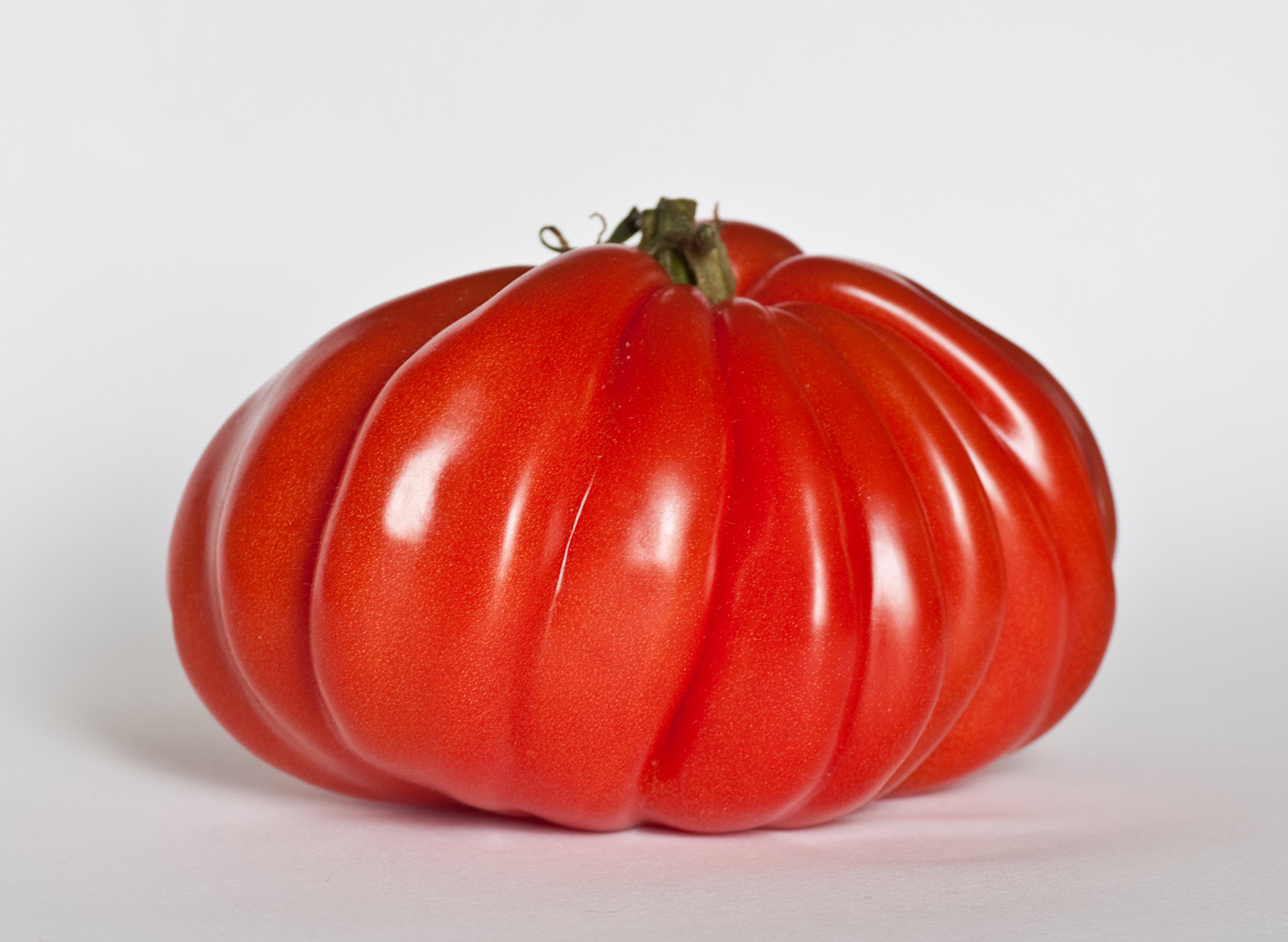
Ochsenherztomate mit typischer Fältelung

Die Ochsenherztomate ist eine weit verbreitete, aber im deutschen Raum relativ wenig gehandelte Fleischtomatensorte, die bis zu 500 Gramm schwere, stark gerippte, sehr fleischige, meist hellrote Früchte hervorbringt.
Es gibt auch dunklere rote, rosa und gelbe Fruchtformen, allen gemeinsam ist die vielfach gefaltete Gestalt, die nicht nur im Aussehen, sondern auch in Volumen und Gewicht tatsächlich dem Herz eines Ochsen ähnelt und damit die üblichste Benennung der Sorte in mehreren Sprachen inspirierte (italienisch cuore di bue, französisch cœur de bœuf, englisch oxheart oder bull’s heart). Wobei der Gebrauch des Begriffes beef tomato im Englischen und beefsteak tomato im amerikanischen Englisch gebräuchlicher ist. In Italien wurde die cuore di bue registriert, nicht jedoch in Frankreich, wo einige Unternehmen weiterhin Tomaten mit unterschiedlichen Qualitäten als cœur de bœuf bezeichnen.

## Geschichte
Bereits 1869 war im Samenkatalog von Washburn and Company die 'Maupay’s-Superior'-Tomate, eine Sorte, die heute als ausgestorben gilt, als Tomate mit festem Fleisch fast wie ein Beefsteak angegeben. In Peter Hendersons Katalog von 1895 beschreibt er ihre neue 'Ponderosa'-Tomate als „So fest und fleischig wie Beefsteak“. Eine erste namentliche Erwähnung soll es von einer russischen Zuchtform gegeben haben, die 1901 nach Amerika gebracht wurde. Hauptanbauländer sind heute die USA, Ungarn, Polen, Russland, Frankreich und Italien. In Italien wurde und wird die cuore di bue besonders in der Gegend von Albenga in Ligurien in großen Kulturen angebaut. Die zwei bekanntesten und meistproduzierten Varianten sind die cuor’di Levante und die cuor’di Ponente, beide wurden durch eine jahrhundertelange Zuchtauswahl geprägt.

## Ernte und Handel
Die Früchte der Sorte sind groß, unförmig und relativ saftarm, mit mehreren Kammern, die nur wenige Samen enthalten. Cuore di bue werden für den Handel in der Regel noch grün geerntet und nehmen dann rasch die jeweilige Farbe an. Am Vollreifepunkt etwa eine Woche nach Ernte ist das Fleisch der Cuor di Bue selbst bei roter Färbung noch fest und voll, die Schale aber weich und sehr druckempfindlich. Der Geschmack ist bei der Ernte noch säuerlich, wird mit der Nachreife jedoch süßer und wandelt sich zu einem vollen und charakteristischen Aroma.
Vollreife Früchte sollten bald verzehrt werden, da sie danach nicht mehr lange haltbar sind. Die, verglichen mit anderen Sorten, kurze Haltbarkeit und die Empfindlichkeit der Früchte für Transportschäden sind die Hauptgründe dafür, dass die cuore di bue im deutschen Handel eher selten zu finden ist, dabei ist sie geschmacklich eine der besten Tomatensorten. In Italien wird sie bevorzugt roh und noch leicht grün gegessen, da in diesem Reifestadium das Verhältnis Säure zu Zucker optimal für den Geschmack ist.

## Verwendung
Für eine insalata caprese mit Büffelmozzarella und Basilikum eignet sich kaum eine Tomatensorte besser als die Ochsenherztomate, sie kann jedoch ebenso gut in Soßen Verwendung finden.